# Verbandsgemeinde Puderbach
Die Verbandsgemeinde Puderbach ist eine Gebietskörperschaft im Landkreis Neuwied in Rheinland-Pfalz. Der Verbandsgemeinde gehören 16 eigenständige Ortsgemeinden an, der Verwaltungssitz ist in der namensgebenden Ortsgemeinde Puderbach.

## Verbandsangehörige Gemeinden
Die Verbandsgemeinde Puderbach umfasst 16 Ortsgemeinden, bestehend aus 39 Ortschaften mit knapp 15.000 Einwohnern.
| Ortsgemeinde               | Fläche (km²) | Einwohner |
| -------------------------- | ------------ | --------- |
| Dernbach                   | 5,48         | 1.092     |
| Döttesfeld                 | 5,85         | 655       |
| Dürrholz                   | 6,90         | 1.347     |
| Hanroth                    | 2,43         | 650       |
| Harschbach                 | 2,18         | 433       |
| Linkenbach                 | 5,43         | 630       |
| Niederhofen                | 1,38         | 482       |
| Niederwambach              | 6,88         | 459       |
| Oberdreis                  | 9,00         | 890       |
| Puderbach                  | 11,03        | 2.542     |
| Ratzert                    | 2,78         | 254       |
| Raubach                    | 7,83         | 2.085     |
| Rodenbach bei Puderbach    | 6,62         | 686       |
| Steimel                    | 5,59         | 1.277     |
| Urbach                     | 11,26        | 1.466     |
| Woldert                    | 5,03         | 557       |
| Verbandsgemeinde Puderbach | 95,68        | 15.505    |

(Einwohner am 31. Dezember 2024)

## Geschichte
Die Verbandsgemeinde entstand am 1. Januar 1968 im Zuge der rheinland-pfälzischen Kommunalreform aus den gebietsmäßig deckungsgleichen und seit 1937 bestehenden einstmals eigenständigen Ämtern Puderbach und Niederwambach.
Bis etwa zum Jahre 1940 hatte das Gebiet einen rein landwirtschaftlichen Charakter. Infolge der geringen Bodenfläche herrschte der Kleinbesitz vor. Durch die Ansiedlung von Industriebetrieben und Veränderungen in der Landwirtschaft begann nach 1945 ein Strukturwandel, der bis heute nicht ganz zum Abschluss gekommen ist.
Bevölkerungsentwicklung
Die Entwicklung der Einwohnerzahl bezogen auf das heutige Gebiet der Verbandsgemeinde Puderbach; die Werte von 1871 bis 1987 beruhen auf Volkszählungen:
| Jahr | Einwohner |
| ---- | --------- |
| 1815 | 3.785     |
| 1835 | 5.244     |
| 1871 | 6.145     |
| 1905 | 6.325     |
| 1939 | 7.198     |
| 1950 | 8.083     |
| 1961 | 8.343     |

| Jahr | Einwohner |
| ---- | --------- |
| 1970 | 10.224    |
| 1987 | 11.443    |
| 1997 | 14.300    |
| 2005 | 15.128    |
| 2011 | 14.699    |
| 2017 | 14.669    |
| 2022 | 15.255    |

## Politik

### Verbandsgemeinderat
Der Verbandsgemeinderat Puderbach besteht aus 32 ehrenamtlichen Ratsmitgliedern, die bei der Kommunalwahl am 9. Juni 2024 in einer personalisierten Verhältniswahl gewählt wurden, und dem hauptamtlichen Bürgermeister als Vorsitzendem. Bis zur Wahl 2024 hatte der Verbandsgemeinderat 28 Ratsmitglieder, die Erhöhung auf 32 Sitze war nach rheinland-pfälzischem Wahlrecht durch die gestiegene Einwohnerzahl der Gebietskörperschaft notwendig geworden.
Die Sitzverteilungen im Verbandsgemeinderat Puderbach in den verschiedenen Wahlperioden:
| Wahl | SPD | CDU | Grüne | Linke | FWG | Gesamt   |
| ---- | --- | --- | ----- | ----- | --- | -------- |
| 2024 | 7   | 8   | 3     | –     | 14  | 32 Sitze |
| 2019 | 8   | 7   | 4     | 1     | 8   | 28 Sitze |
| 2014 | 11  | 7   | 2     | 1     | 7   | 28 Sitze |
| 2009 | 13  | 6   | 1     | –     | 8   | 28 Sitze |
| 2004 | 13  | 10  | 1     | –     | 8   | 32 Sitze |

- FWG = Freie Wählergruppe Verbandsgemeinde Puderbach e. V.

### Bürgermeister
Bürgermeister der Verbandsgemeinde Puderbach ist seit dem 1. Juli 2012 Volker Mendel (SPD). Bei der Direktwahl am 10. November 2019 wurde er mit einem Stimmenanteil von 84,98 % für weitere acht Jahre in seinem Amt bestätigt.
Bürgermeister der Verbandsgemeinde Puderbach seit 1947:
- Hermann Blum (CDU) 1947–1966
- Hans Velten (SPD) 1966–1976
- Dieter Hoffmann (CDU) 1976–1996
- Wolfgang Kunz (SPD) 1996–2012
- Volker Mendel (SPD) seit 2012

### Wappen
| Wappen von Verbandsgemeinde Puderbach | Blasonierung: „Rot bordiert; gespalten durch eine eingeschweifte silberne Spitze, darin eine grüne Linde mit schwarzem Stamm; vorn in Silber vier rote Schrägbalken, belegt mit einem nach links gewendeten blauen Pfau; hinten in Rot schrägrechts hintereinander drei silberne Rauten.“ |
| Wappen von Verbandsgemeinde Puderbach | Wappenbegründung: Das wiedsche Wappen mit Schrägbalken und Pfau verweist auf die frühere Zugehörigkeit des Verbandsgemeindegebietes zur oberen Grafschaft Wied; Puderbach war Sitz der Hohen Veste (hier im Sinne von Landgericht) im Nordteil der Grafschaft. Die drei Rauten, Wappen der Walpoden von der Neuerburg (jedoch Schwarz auf Silber), erinnern daran, dass diese vor 1329 im Kirchspiel Puderbach die Burg Reichenstein erbauten und sich danach Herren von Reichenstein nannten. Die Linde symbolisiert die Gerichtslinde der Hohen Veste, bezeugt in deren Weistum von 1553. Das Wappen ist rechtsgültig seit dem 12. Januar 1959 und nach einem Entwurf von Johannes Jacobi, Neuwied. |

### Kommunalpartnerschaft
Die Verbandsgemeinde Puderbach pflegt seit 1970 eine Kommunalpartnerschaft mit dem französischen Gemeinde Barenton in der Normandie.